# Leszczyna (województwo lubelskie)
Leszczyna – wieś w Polsce, położona w województwie lubelskim, w powiecie kraśnickim, w gminie Urzędów.
W latach 1975–1998 miejscowość administracyjnie należała do ówczesnego województwa lubelskiego. Wieś stanowi sołectwo gminy Urzędów.
We wsi znajduje się grodzisko wczesnośredniowieczne.